# Zirig Árpád
Zirig Árpád (Győr, 1940. november 16.) felvidéki magyar költő, író, pedagógus. Beketfai (Gelle) származású, azonban Dunaszerdahelyen él.

## Élete
Beketfai Zirig Ferenc és Puha Róza negyedik gyermekeként született. Tanulmányait az egyházgellei alapiskolában kezdte meg, utána Dunaszerdahelyen folytatta és ide járt gimnáziumba is, ahol 1959-ben érettségizett le. 1964-ben a Nyitrai Pedagógiai Főiskolán tanári oklevelet szerzett földrajz-természetrajz szakon. Tanárként 1965-től egészen a nyugdíjba vonulásáig aktívan munkálkodott Nagymegyeren a zárdai alapiskolában (1965-1971), a nagymagyari alapiskolában (1971-1975), a dunaszerdahelyi Mezőgazdasági Szakközépiskolában (1975-1986), a pozsonyeperjesi alapiskolában (1986-1990) és a dunaszerdahelyi Kodály Zoltán Alapiskolában igazgatóhelyettesként (1992-2002). 1990-től a Dunaszerdahelyi Járási Metodikai Intézetben dolgozott 1992-ig.
Csehszlovákiai Magyar Pedagógusok Szövetségének alapító tagja, ahol 1990-től 1996-ig járási elnök funkcióját tölti be. 1992-től a Szlovákiai Magyar Írók Társasága (SZMÍT) tagja.

## Művei
- Sasok és vonatok (verseskötet) – a kötet eredeti címe Tűzhányó bánata, melyet 1969-ben adott le a kiadónak (Madách Kiadó, Pozsony), azonban a cenzúra miatt a címét meg kellett változtatnia. Végül 1975-ben jelent meg megcsonkítva, ugyanis a kötetnek csak egyharmadát adta ki a kiadó különböző ürügyekre hivatkozva.
- Helyzetjelentés (verseskötet) – a kötet már a rendszerváltás után, 1990. január 11-én jelent meg a Madách Kiadó (Pozsony) által
- Emlékek a jelenből (verseskötet) – 1995-ben jelent meg a NAP Kiadó (Dunaszerdahely) nyomtatásában
- Senki emberfia (elbeszélések) – 2000-ben jelent meg (Lilium Aurum Könyvkiadó, Dunaszerdahely)
- Küszöbén a télnek (verseskötet) – 2008. május 15-én mutatták be Dunaszerdahelyen (Lilium Aurum Könyvkiadó, Dunaszerdahely)
- Ökörkoponya (elbeszélések) – 2012-ben kiadott műve (Madách Kiadó, Pozsony)
- Botlófüzek oltalmában (válogatott és új versek) – 2015 őszén jelent meg (Vámbéry Polgári Társulás, Dunaszerdahely)
- Remény hordozója (kisregény)  -2025. tavasz (Vörösmarty Társaság, Székesfehérvár)